# Alice Stopford Green

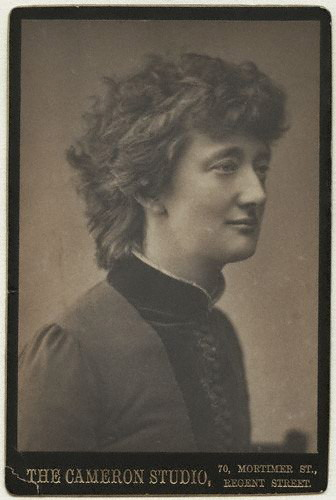
Alice Stopford Green

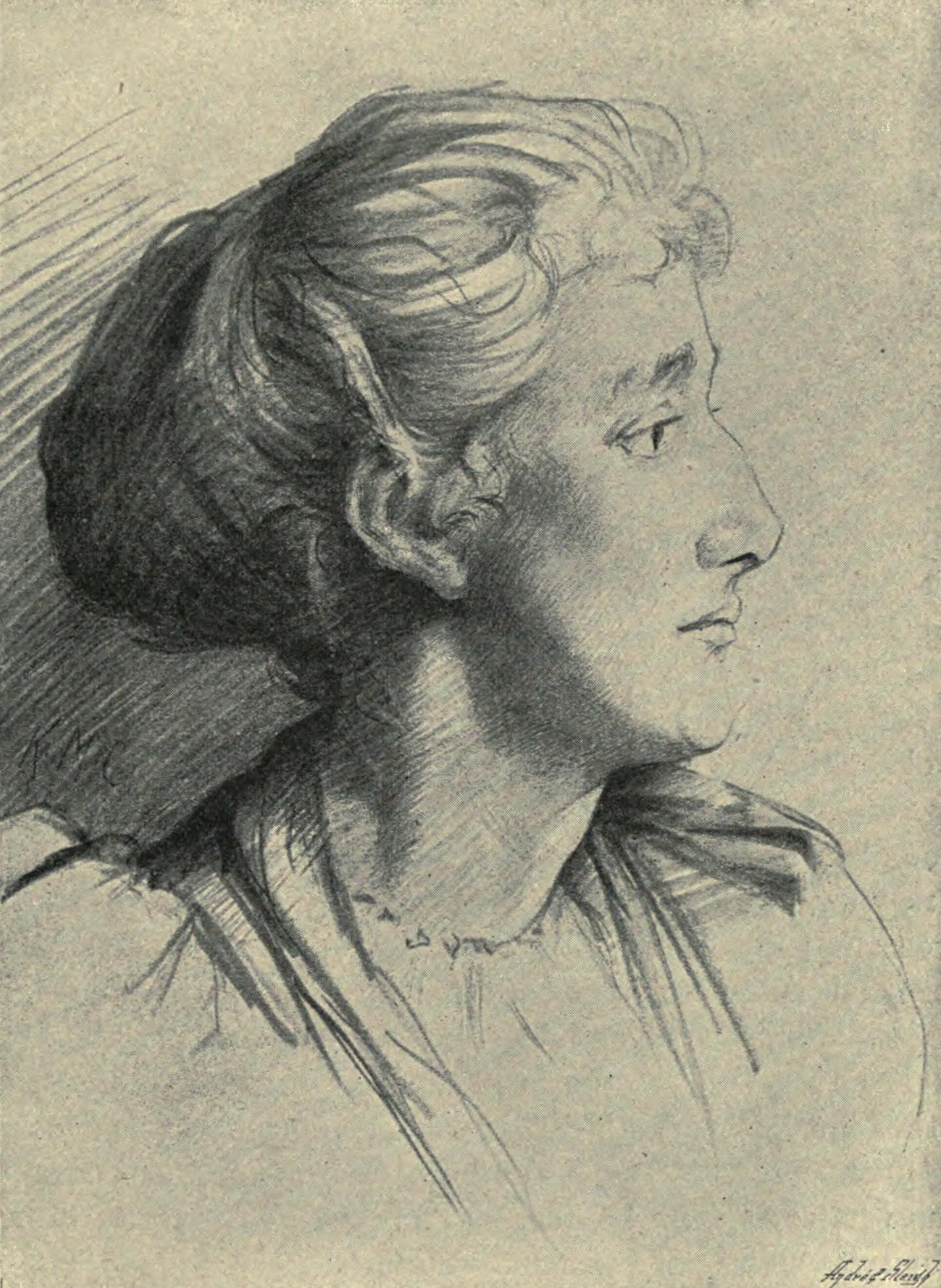
Porträt von Alice Stopford Green

Alice Stopford Green (* 31. Mai 1847 in Kells, County Meath; † 28. Mai 1929 in Dublin) war eine irische Historikerin, Nationalistin und Schriftstellerin. Sie war eine Befürworterin der irischen Unabhängigkeit und war die erste Frau, die 1922 im Alter von 75 Jahren in den ersten irischen Senat berufen wurde.

## Leben und Werk
Green wurde als Alice Sophia Amelia Stopford als siebtes von neun Kindern von Anne Catherine und dem Rektor von Kells und Erzdiakon von Meath, Edward Adderley Stopford, geboren. Ihr Großvater väterlicherseits war der Bischof der Church of Ireland von Meath, Edward Stopford, und sie war eine Cousine der Botanikerin Clare Emma Whitty. Sie und ihre drei Schwestern wurden von Gouvernanten im Haus der Familie erzogen und sie erhielt die Leitung der Bibliothek ihres Vaters. Im Alter von 16 Jahren führte ein Augenleiden fast zur Erblindung und sie musste ein Jahr in einem abgedunkelten Raum verbringen und konnte nicht lesen, bis ihr 1871 eine Operation das Sehen wieder ermöglichte. Die Familie zog nach Dublin und sie besuchte zusammen mit einer weiteren Frau Physik-Vorlesungen an der Hochschule. Von 1874 bis 1877 lebte sie in London, wo sie 1877 den englischen Historiker John Richard Green heiratete, der 1883 im südfranzösischen Menton an Tuberkulose starb.
1884 bewarb sie sich am Girton College in Cambridge, doch trotz der Unterstützung von Florence Nightingale blieb ihre Bewerbung erfolglos. Sie vollendete 1884 eines der Bücher ihres Mannes, The Conquest of England, und gab 1888 eine Neuausgabe seines berühmtesten Werkes, der Short History of the English People, heraus. Ihr erstes historisches Werk Henry II schrieb sie für die von John Morley herausgegebene Reihe English Statesmen und dieses wurde 1888 veröffentlicht.

## African Society
Sie interessierte sich für koloniale Angelegenheiten, insbesondere nachdem sie 1900 während des Südafrikakrieges Kriegsgefangenenlager auf der Insel St. Helena besucht hatte. 1901 war sie Mitbegründerin der African Society (ab 1935 Royal African Society) und wurde Vizepräsidentin und Herausgeberin des Journal of the African Society. Ihr Interesse am Kongo brachte sie in Kontakt mit Roger Casement, einem irischen Diplomaten, der einen vernichtenden Bericht über die Arbeitsbedingungen im Kongo-Freistaat veröffentlicht hatte. Ihre gemeinsame Nationalität und ihr Interesse an irischen und afrikanischen Angelegenheiten führten zu einer starken Freundschaft und einem gemeinsamen Bemühen, die Unterstützung der Vereinigung von irischen nationalistischen Führern zu gewinnen.

## Einsatz für Irland
Ab der Wende zum 20. Jahrhundert interessierte sich Green zunehmend für irische Themen. Obwohl sie die irische Sprache nie beherrschte, unterstützte sie den Sprachunterricht und half 1903 beim Aufbau der School of Irish Studies in Dublin. Sie interessierte sich zunehmend für die irische Geschichte und missbilligte die Art und Weise, in der Historiker sich auf Kosten der gälischen Tradition, Geschichte und Kultur auf das Anglo-Irische konzentriert hatten. Green veröffentlichte eine Reihe von Büchern über die irische Geschichte, von denen jedes eine deutlich nationalistische Einstellung aufwies. Sie unterstützte eine Reihe von Anliegen, darunter 1905 die Veröffentlichung einer Anti-Armee-Rekrutierungsbroschüre und die Gründung einer nicht-konfessionellen irischen Universität. Green war 1912 von der Home Rule Bill begeistert und bestürzt über die Drohungen der Ulster-Unionisten, sich ihrer Umsetzung zu widersetzen. Folglich befürwortete sie die Gründung der Irish Volunteers, einer Organisation, die 1914 gegründet wurde, um die Home Rule Bill zu verteidigen. Sie wurde Vorsitzende des London Committee, einer illegalen Organisation, die Gelder sammelte und den Kauf von Waffen für die irischen Freiwilligen koordinierte.
Während Casement die Beteiligung irischer Soldaten an der britischen Armee verabscheute und versuchte, Green in seine anti-britische Kampagne einzubeziehen, unterstützte sie die Entscheidung des irischen Parteichefs John Redmond, irische Unterstützung für die britischen Kriegsanstrengungen zu versprechen. Als Verfechterin der Verwirklichung der irischen Selbstverwaltung mit verfassungsmäßigen Mitteln war sie schockiert von dem Osteraufstand 1916 in Dublin und missbilligte ihn. Trotz ihrer Verurteilung von Casements Rolle in der Rebellion intervenierte sie nach seiner Verhaftung, schrieb Briefe über seine Behandlung, besuchte ihn im Gefängnis und organisierte einen Verteidigungsfonds, zu dem sie großzügig beitrug. Nachdem Casement vor Gericht gestellt und zum Tode verurteilt worden war, arbeitete sie daran, eine Begnadigung zu erwirken, Petitionen zu verfassen, mit Abgeordneten zu sprechen und sogar beim Buckingham Palace Berufung einzulegen. Ihre Bemühungen waren vergeblich, aber Casements Hinrichtung und die dramatischen Veränderungen in der irischen Politik nach 1916 führten zu ihrer Entscheidung, London im Alter von 70 Jahren zu verlassen.

## Aktivitäten in Dublin
1918 zog sie nach Dublin, wo ihr Haus in St. Stephen’s Green 90 zu einem intellektuellen Zentrum wurde. Obwohl sie Gewalttaten missbilligte und die von Kronkräften und republikanischen Rebellen begangenen Straftaten scharf verurteilte, bewunderte sie einige junge Mitglieder von Sinn Féin und empfing viele von ihnen, darunter Michael Collins, bei sich zu Hause auf der Flucht vor den britischen Behörden. Ihr Haus wurde mehrmals von Kronkräften durchsucht. Als das Ende des Konflikts zwischen britischen Streitkräften und irischen Rebellen einen weiteren Krieg auslöste, diesmal zwischen Anhängern und Gegnern des englisch-irischen Vertrags von 1921, unterstützte Green den Vertrag nachdrücklich. Als Befürworterin des irischen Vertrags und Mitbegründerin der irischen republikanischen Frauenorganisation Cumann na Saoirse wurde sie zusammen mit Jennie Wyse Power, Ellen Cuffe und Eileen Costello in den Seanad Éireann gewählt, was die Aufstellung einer Militärwache vor ihrem Haus erforderte.
Ihr Zuhause in Dublin wurde zu einem Zentrum intellektueller Debatten, das zahlreiche Gäste aus Irland und dem Ausland anzog, die in Kunst, Politik und Wissenschaft bekannt waren. Sie half mit, den Irish Book Shop zu gründen, der zu einem informellen Zentrum des literarischen Dublins wurde, und schrieb eine Reihe von Büchern über die irische Geschichte für Schulen. 1925 erlitt sie einen Herzinfarkt, leitete aber weiterhin gesellige Dinnerpartys. Nach kurzer Krankheit starb sie 1929 in St. Stephen’s Green.

## Veröffentlichungen
- Henry the Second. 1888.
- Town Life in the Fifteenth Century. Vol. I. 1894.
- Town Life in the Fifteenth Century. Vol. II. 1894.
- The making of Ireland and its undoing, 1200–1600. 1908.
- Irish nationality. 1911.
- The old Irish world. 1912.
- Loyalty and disloyalty: what it means in Ireland. 1918.
- A History of the Irish State to 1014. 1925.